# Linda Veras
Linda Veras, all'anagrafe Sieglinda Veras, conosciuta anche come Siglin De Rossi (Bolzano, 1939), è un'attrice italiana.

## Filmografia
- Il generale Della Rovere (1959)
- Connection (1961)
- Il disprezzo (1963)
- Sexy Gang (1967)
- Gungala la vergine della giungla (1967)
- Faccia a faccia (1967)
- Dio li crea... Io li ammazzo! (1968)
- Karin un corpo che brucia (1968)
- Corri uomo corri (1968)
- Ehi amico... c'è Sabata. Hai chiuso! (1969)
- L'oro dei Bravados (1970)
- Il romanzo di un ladro di cavalli (1970)